# Delphacodes osborni
Delphacodes osborni är en insektsart som först beskrevs av Van Duzee 1894.  Delphacodes osborni ingår i släktet Delphacodes och familjen sporrstritar. Inga underarter finns listade i Catalogue of Life.